# Griekenland op het Eurovisiesongfestival 1994
Griekenland nam deel aan het Eurovisiesongfestival 1994 in Dublin, Ierland. Het was de 17de deelname van het land op het Eurovisiesongfestival. ERT was verantwoordelijk voor de Griekse bijdrage voor de editie van 1994.

## Selectieprocedure
Net zoals de voorgaande twee jaren werd de Griekse songfestivalkandidaat en het lied intern aangeduid door de Griekse omroep. Men koos voor Kostas Bigalis & The Sea Lovers met het lied To trehandiri.

## In Dublin
Griekenland moest in Ierland als 19de optreden, net na Bosnië en Herzegovina en voor Oostenrijk. Op het einde van de puntentelling hadden de Grieken 44 punten verzameld, wat ze op een 14de plaats bracht. Men ontving 1 keer het maximum van de punten, afkomstig van Cyprus. Nederland had geen punten over voor deze inzending. België nam niet deel in 1994.

### Gekregen punten

#### Finale
| 12 punten   | 10 punten                                 | 8 punten | 7 punten         | 6 punten    |
| ----------- | ----------------------------------------- | -------- | ---------------- | ----------- |
| - Cyprus    |                                           |          |                  | - Roemenië  |
| 5 punten    | 4 punten                                  | 3 punten | 2 punten         | 1 punt      |
| - Slowakije | - Finland - Hongarije - Malta - Noorwegen |          | - Zweden - Polen | - Duitsland |

### Punten gegeven door Griekenland

#### Finale
Punten gegeven in de finale:
| 12 punten | Cyprus    |
| 10 punten | Finland   |
| 8 punten  | Spanje    |
| 7 punten  | Malta     |
| 6 punten  | Roemenië  |
| 5 punten  | Kroatië   |
| 4 punten  | Rusland   |
| 3 punten  | Slowakije |
| 2 punten  | Estland   |
| 1 punt    | Noorwegen |

1974 · 1975 · 1976 · 1977 · 1978 · 1979 · 1980 · 1981 · 1982 · 1983 · 1984 · 1985 · 1986 · 1987 · 1988 · 1989 · 1990 · 1991 · 1992 · 1993 · 1994 · 1995 · 1996 · 1997 · 1998 · 1999-2000 · 2001 · 2002 · 2003 · 2004 · 2005 · 2006 · 2007 · 2008 · 2009 · 2010 · 2011 · 2012 · 2013 · 2014 · 2015 · 2016 · 2017 · 2018 · 2019 · 2020 · 2021 · 2022 · 2023 · 2024 · 2025